# Diurnea
Diurnea – rodzaj motyli z podrzędu Glossata i rodziny Chimabachidae.
Rodzaj ten opisany został w 1811 roku przez Adriana Hardy'ego Hawortha.
Motyle o wąskim, pokrytym skierowanymi w przód łuskami czole i długo orzęsionych czułkach. Głaszczki samicy trochę zwisające, zaś samca skierowane do przodu. Skrzydła u samca szerokie, u samicy krótsze, węższe i ostro zakończone, tylne z wspólnym punktem początkowym żyłek M3 i Cu1. Narządy rozrodcze samców charakteryzuje palcowato wydłużony kukulus. Genitalia samic z bladoróżówymi przednimi przydatkami i bez znamion w torebce kopulacyjnej.
Rodzaj palearktyczny, w Europie, w tym w Polsce dwa gatunki: D. fagella i D. ipsiella.
Dotąd opisano 5 gatunków:
- Diurnea fagella (Denis et Schiffermüller, 1775)
- Diurnea fumida (Butler, 1879)
- Diurnea lipsiella (Denis et Schiffermüller, 1775)
- Diurnea issikii Saito, 1979
- Diurnea soljanikovi Lvovsky, 1986